# إسكندر صفا
إسكندر صفا (بالفرنسية: Iskandar Safa)‏ (أبريل 1955)، هو رجل أعمال فرنسي من أصل لبناني.

## حياته
وُلد صفا عام 1955 لعائلة مسيحية مارونية ثرية في بلدة غادير بقضاء كسروان. والده، والذي كان موظفا حكوميًا كبيرًا. بعد انتهائه من دراسة الهندسة المدنية في الجامعة الأمريكية في بيروت وحصوله على بكالوريوس الهندسة المدنية، ومشاركته لمدة قصيرة في مصاف الميليشيات المسيحية إبان الحرب الأهلية اللبنانية المندلعة في منتصف السبعينيات، حيث أصيب بطلق ناري مرتين وأصيب شقيقه أكرم الصفا خلال القتال أيضاً وحاز صفا لقبه الأشهر «ساندي» هناك، بعد كل ذلك سرعان ما غادر لبنان إلى الولايات المتحدة، حيث عمل بالهندسة لفترة قصيرة قبل أن يعود إلى السعودية كمحطة قصيرة الأمد أيضاً في طريقه للضفة الأخرى من الأطلسي، حيث التحق بكلية إنسايد الشهيرة للأعمال في فرنسا، وحصل على ماجستير إدارة أعمال.

## أنشطته في أفريقيا
كثيراً ما يزعم صفا أن هناك رابطاً خفياً يجمعه بصناعة السفن، رغم أن دخوله إلى هذا المجال جاء عن طريق الصدفة البحتة في المقام الأول، وهو يعزو هذا الرابط إلى نشأته الأولى في لبنان في منزل لم يكن يبعد كثيراً عن البحر، وهو ما يلهمه شغفاً دائماً ببناء السفن وتجارة معدات البحر. لكن الأرباح الكبيرة والسهلة تمثل حافزا لا يقل أهمية، وقد حولت سنوات الخبرة الطويلة صفا إلى صائد ماهر لهذه الأرباح، ففي وقت استقرت فيه حصة بائع السفن في أوروبا والعالم العربي، فإن صانع السفن يمم وجهه اليوم صوب أفريقيا، ليثبت من جديد قدرته على كسب المال حتى من قلب أكثر الدول فقرا. .

### سندات التونة
أحد الأمثلة على ذلك هي موزمبيق، إحدى أكثر دول العالم فقرا مع تعداد سكاني يتجاوز 27 مليون نسمة، وناتج محلي إجمالي يبلغ بالكاد 16 مليار دولار، وتاريخ طويل قريب لحرب أهلية طاحنة، ونخبة سياسية مشتهرة بالفساد. في ظاهر الأمر لا تعد مابوتو بيئة نموذجية لممارسة الأعمال، ولكن رجلا مثل إسكندر صفا له دائما رأي آخر.
في عام 2012 كان صفا قد أمن موافقة سهلة لحكومة موزمبيق على صفقة للحصول على عدد من سفن الصيد وسفن الدوريات الساحلية وحوض لصيانة السفن في البلاد، وكانت المهمة الحقيقية تتمثل في الحصول على مانحين دوليين راغبين في تمويل الصفقة مقابل سندات آجلة مرتفعة الفائدة تصدرها موزمبيق وتضمنها بريفنفيست. ونجح صفا بالفعل في إقناع ثلاثة بنوك هي كريدي سويس السويسري وفي بي تي الروسي وبي إن بي باريبا الفرنسي باستثمار مبلغ ملياري دولار لتمويل الصفقة، مقسمة بين قرض بقيمة 622 مليون دولار لشراء معدات عسكرية، و850 مليون دولار في صورة سندات لمشتريات قوارب للصيد، و535 مليون دولار لبناء حوض سفن لخدمة الأساطيل العسكرية وأساطيل الصيد.
كانت الصفقة مريبة بما يكفي لجذب انتباه العديد من الجهات المالية الدولية وعلى رأسها صندوق النقد الدولي الذي قام بتوظيف شركة تحقيقات خاصة تدعى «كرول» من أجل مراجعة الصفقة. فمن ناحية، لم يكن الوضع المالي للحكومة في موزمبيق يسمح لها بإصدار سندات ديون بهذه القيمة التي تسببت في ارتفاع الدين العام في البلاد بنسبة 35% خلال عام واحد فقط، ومن ناحية أخرى فإن نسبة كبيرة من هذه الأموال تم تحويلها مباشرة إلى صفا وشركاته وليس إلى الحكومة في موزمبيق كما يقتضي الأمر، وصولا إلى كون تحقيقات «كرول» توصلت إلى أن أسعار المعدات التي ستقدمها شركة بريفنفيست تجاوزت قيمتها الحقيقية بنحو 700 مليون دولار على الأقل.
بالإضافة إلى ذلك، تم تمثيل الحكومة الموزمبيقية في تلك الصفقة من قبل ثلاث شركات هي «إماتوم» و«بروينديكوس» و«صندوق إدارة الأصول» والتي تبين في ما بعد أنها مملوكة بالكامل لجهاز الاستخبارات في البلاد المقرب من الحزب الحاكم، وأن الصفقة تم تمريرها دون موافقة برلمانية، ومع تورط بنوك أوربية كبرى في عملية التمويل لم يكن من المستغرب أن تستجلب الصفقة تحقيق جهات دولية مرموقة في مقدمتها مكتب التحقيقات الفيدرالي الأميركي.

### الكونغو
في وقت تخوض تخوض شركاته مفاوضات مماثلة لجدولة ديون شركة البترول الوطنية في الكونغو مقابل الحصول على عقد لتوريد ناقلات النفط البحرية وسفن خفر السواحل للدولة الإفريقية.

## علاقته بإسرائيل

### زوارق الصواريخ
أحد أهم هذه العواصف التي واجهها صفا في مسقط رأسه في لبنان وفي محيطه العربي وقعت في 2018، حين كشفت صحيفة يديعوت أحرونوت الإسرائيلية أن شركة لبنانية إماراتية، في إشارة إلى أبوظبي مار، تتولى صناعة السفن الحربية الإسرائيلية من طراز سعر -6 بموجب صفقة أبرمها الكيان المحتل مع مجموعة تسينكورب الألمانية. وأكدت الصحيفة أنه رغم أن عقد الشراكة الرسمي بين مجموعة مار وبين الشركة الألمانية لم يدم طويلا، إلا أن التعاون بين الطرفين لم يتوقف كليا، وأن مجموعة كيل لبناء السفن لا تزال تعمل كمتعهد ثانوي للشركة الألمانية وهي تتولى المساعدة في الجانب الهندسي لبناء السفن.

### صفقة الرهائن الفرنسيين
لم تكن تلك هي الواقعة الأولى التي تصبح فيها علاقات صفا المزعومة مع إسرائيل موضعا لتسليط الضوء منذ أن ذاعت سيرته بعد صفقة الرهائن الفرنسيين. ففي أعقاب لقائه بالضابط الإسرائيلي على متن يخت الريفيرا، كان الصحفي أوك حريصا على الوفاء بتعهده بتعريف الإسرائيليين بالرجل الذي أنقذ حياته. وقد وقع اللقاء المرتقب لاحقا عام 1989 في شقة صفا الفاخرة في باريس بحضور الضابط عاموس وأوري لوبراني منسق الأعمال الإسرائيلي في لبنان في الثمانينيات. لم يثمر التعاون الأول بين صفا والإسرائيليين شيئا يذكر، حيث اكتشف الموساد لاحقا أن الطيار رون عراد قتل في عام 1988، غير أن علاقة الأعمال المعتادة يبدو أنها استمرت على كل حال.